# Fußball-Club Gelsenkirchen-Schalke 04 1972-1973
Questa voce raccoglie le informazioni riguardanti il Fußball-Club Gelsenkirchen-Schalke 04 nelle competizioni ufficiali della stagione 1972-1973.

## Stagione
Nella stagione 1972-1973 il Schalke, allenato da Ivan Horvat, concluse il campionato di Bundesliga al 15º posto. In Coppa di Germania il Schalke fu eliminato agli ottavi di finale dal Borussia M'gladbach. In Coppa di Lega il Schalke fu eliminato in semifinale dall'Amburgo. In Coppa delle coppe il Schalke fu eliminato ai quarti di finale dallo Sparta Praga.

## Rosa
| N. |                     | Ruolo | Calciatore          |
| -- | ------------------- | ----- | ------------------- |
|    | Germania (bandiera) | P     | Norbert Nigbur      |
|    | Germania (bandiera) | P     | Helmut Pabst        |
|    | Germania (bandiera) | D     | Klaus Fichtel       |
|    | Germania (bandiera) | D     | Hartmut Huhse       |
|    | Germania (bandiera) | D     | Jürgen Klein        |
|    | Germania (bandiera) | D     | Helmut Kremers      |
|    | Germania (bandiera) | D     | Günter Kuczinski    |
|    | Germania (bandiera) | D     | Rolf Rüssmann       |
|    | Germania (bandiera) | D     | Jürgen Sobieray     |
|    | Germania (bandiera) | D     | Ulrich van den Berg |
|    | Germania (bandiera) | D     | Hans-Joachim Wagner |
|    | Germania (bandiera) | C     | Klaus Beverungen    |

| N. |                        | Ruolo | Calciatore           |
| -- | ---------------------- | ----- | -------------------- |
|    | Germania (bandiera)    | C     | Rainer Budde         |
|    | Germania (bandiera)    | C     | Manfred Dubski       |
|    | Germania (bandiera)    | C     | Norbert Heßling      |
|    | Germania (bandiera)    | C     | Paul Holz            |
|    | Germania (bandiera)    | C     | Herbert Lütkebohmert |
|    | Germania (bandiera)    | C     | Klaus Scheer         |
|    | Lussemburgo (bandiera) | A     | Nico Braun           |
|    | Germania (bandiera)    | A     | Peter Ehmke          |
|    | Germania (bandiera)    | A     | Klaus Fischer        |
|    | Germania (bandiera)    | A     | Roland Kosien        |
|    | Germania (bandiera)    | A     | Erwin Kremers        |
|    | Germania (bandiera)    | A     | Helmut Manns         |

## Organigramma societario
Area tecnica
- Allenatore: Ivan Horvat
- Allenatore in seconda: Uli Maslo
- Preparatore dei portieri:
- Preparatori atletici:

## Calciomercato

### Sessione estiva
| Acquisti | Acquisti        | Acquisti              | Acquisti |
| R.       | Nome            | da                    | Modalità |
| -------- | --------------- | --------------------- | -------- |
| C        | Manfred Dubski  | Fortuna Bottrop       |          |
| A        | Peter Ehmke     | Schalke 04 (juniores) |          |
| A        | Karl-Heinz Frey | Heilbronn             |          |
| D        | Jürgen Klein    | Schalke 04 II         |          |
| A        | Roland Kosien   | Schalke 04 (juniores) |          |

| Cessioni | Cessioni         | Cessioni    | Cessioni |
| R.       | Nome             | a           | Modalità |
| -------- | ---------------- | ----------- | -------- |
| A        | Karl-Heinz Frey  | Ludwigsburg |          |
| A        | Stan Libuda      | Strasburgo  |          |
| C        | Heinz van Haaren | Strasburgo  |          |

### Sessione invernale
| Acquisti | Acquisti     | Acquisti | Acquisti |
| R.       | Nome         | da       | Modalità |
| -------- | ------------ | -------- | -------- |
| C        | Rainer Budde | Duisburg |          |

| Cessioni | Cessioni | Cessioni | Cessioni |
| R.       | Nome     | a        | Modalità |
| -------- | -------- | -------- | -------- |

## Risultati

### Bundesliga

#### Girone di andata
| Arbitro: | Schröck |

|                                        |           |                |
| Braun 11’ van den Berg 25’ Fichtel 44’ | Marcatori | 49’ Milasincic |

| Arbitro: | Riegg |

|                         |           |  |
| Friedrich 40’ Fuchs 65’ | Marcatori |  |

| Arbitro: | Tschenscher |

|                                   |           |           |
| Kremers 20’ Braun 54’ Kremers 62’ | Marcatori | 86’ Budde |

| Arbitro: | Frickel |

|                     |           |  |
| Köper 43’ Majgl 59’ | Marcatori |  |

| Arbitro: | Picker |

|                                                                          |           |              |
| Braun 22’ Manns 35’ Rüssmann 38’, 44’ Lütkebohmert 47’ Scheer 51’ (rig.) | Marcatori | 15’ Kostedde |

| Arbitro: | Ohmsen |

|                                                  |           |  |
| Hoffmann 20’, 65’ Müller 27’ Roth 38’ Hoeneß 87’ | Marcatori |  |

| Arbitro: | Berner |

|                                  |           |  |
| Scheer 37’ Kremers 47’ Braun 73’ | Marcatori |  |

| Arbitro: | Aldinger |

|                         |           |  |
| Weist 14’ Hasebrink 79’ | Marcatori |  |

| Arbitro: | Seiler |

|  |           |          |
|  | Marcatori | 4’ Erler |

| Arbitro: | Betz |

|                              |           |  |
| Beer 7’ Sziedat 13’ Horr 60’ | Marcatori |  |

| Arbitro: | Horstmann |

|             |           |                  |
| Kremers 59’ | Marcatori | 13’, 42’ Pröpper |

| Arbitro: | Schulenburg |

|                                              |           |  |
| Kapellmann 5’ (rig.) Simmet 28’ Lauscher 44’ | Marcatori |  |

| Arbitro: | Meuser |

|                                                |           |                         |
| Nickel 43’, 78’ Grabowski 62’ (rig.) Heese 81’ | Marcatori | 27’ Kremers 57’ Kremers |

| Arbitro: | Frickel |

|                             |           |                      |
| Lütkebohmert 7’ Kremers 36’ | Marcatori | 3’ Jensen 55’ Danner |

| Arbitro: | Zuchantke |

|                                                           |           |                      |
| Handschuh 19’ Köppel 27’, 74’ Ettmayer 35’ Frank 38’, 86’ | Marcatori | 10’ Scheer 17’ Braun |

| Arbitro: | Quindeau |

|           |           |             |
| Braun 12’ | Marcatori | 85’ Lehmann |

| Arbitro: | Gabor |

|  |           |                    |
|  | Marcatori | 11’ (rig.) Kremers |

#### Girone di ritorno
| Arbitro: | Tschenscher |

|             |           |  |
| Reimann 38’ | Marcatori |  |

| Arbitro: | Berner |

|                            |           |                   |
| Lütkebohmert 20’ Budde 25’ | Marcatori | 55’ Bitz 57’ Seel |

| Arbitro: | Roth |

|           |           |            |
| Budde 50’ | Marcatori | 47’ Scheer |

| Arbitro: | Riegg |

|                            |           |  |
| Budde 21’ Lütkebohmert 71’ | Marcatori |  |

| Arbitro: | Basedow |

|                              |           |  |
| Skala 5’ Ritschel 76’ (rig.) | Marcatori |  |

| Arbitro: | Schulenburg |

|           |           |            |
| Ehmke 48’ | Marcatori | 46’ Hoeneß |

| Arbitro: | Eschweiler |

|                      |           |              |
| Jakobs 25’ Mumme 88’ | Marcatori | 84’ Rüssmann |

| Arbitro: | Linn |

|             |           |                           |
| Kremers 75’ | Marcatori | 63’ Røntved 90’ Hasebrink |

| Arbitro: | Wengenmayer |

|            |           |           |
| Bründl 68’ | Marcatori | 60’ Ehmke |

| Arbitro: | Lutz |

|                |           |                |
| Beverungen 88’ | Marcatori | 62’ Hermandung |

| Arbitro: | Schäfer |

|                                     |           |           |
| Pröpper 9’, 55’ Jung 34’ Hermes 61’ | Marcatori | 14’ Braun |

| Arbitro: | Schulenburg |

|                         |           |                      |
| Kremers 20’ (rig.), 51’ | Marcatori | 24’ Weber 30’ Simmet |

| Arbitro: | Ohmsen |

|                              |           |                           |
| Braun 25’ Ehmke 47’ Holz 88’ | Marcatori | 35’ Nickel 74’ Hölzenbein |

| Arbitro: | Biwersi |

|                                     |           |             |
| Jensen 37’, 50’ Rupp 65’ Netzer 90’ | Marcatori | 76’ Kremers |

| Arbitro: | Horstmann |

|                              |           |  |
| Braun 19’ Kremers 62’ (rig.) | Marcatori |  |

| Arbitro: | Betz |

|  |           |             |
|  | Marcatori | 66’ Kremers |

| Arbitro: | Aldinger |

|                          |           |  |
| Beverungen 75’ Braun 86’ | Marcatori |  |

### Coppa di Germania
| Arbitro: | Betz |

|            |           |                                         |
| Becker 54’ | Marcatori | 33’ van den Berg 45’ Rüssmann 73’ Braun |

| Arbitro: | Basedow |

|                                        |           |            |
| Braun 65’ Kremers 74’ van den Berg 78’ | Marcatori | 24’ Schaar |

| Arbitro: | Schröck |

|  |           |                        |
|  | Marcatori | 22’ Heynckes 64’ Kulik |

| Arbitro: | Seiler |

|            |           |           |
| Bonhof 23’ | Marcatori | 46’ Manns |

### Coppa di Lega
| 3 agosto 1972, ore CET 1ª giornata | Erkenschwick | 0 – 1 | Schalke 04 |  |

| Arbitro: | Köhler |

|                                  |           |                  |
| Fischer 6’, 33’, 59’ Kremers 54’ | Marcatori | 17’, 45’ Walitza |

| Arbitro: | Roth |

|                          |           |                        |
| Jaschik 38’ Gummlich 49’ | Marcatori | 57’, 74’, 85’ Rüssmann |

| Arbitro: | Eschweiler |

|                                  |           |             |
| Holz 2’ Beverungen 22’ Braun 27’ | Marcatori | 70’ Weiland |

| Arbitro: | Meuser |

|                  |           |                                     |
| Balte 18’ (rig.) | Marcatori | 5’, 82’ Rüssmann 11’ Braun 23’ Frey |

| Arbitro: | Hennig |

|          |           |                                                   |
| Frey 35’ | Marcatori | 19’ Tenbrink 68’ (aut.) van den Berg 82’ Porschke |

| Arbitro: | Gewahl |

|             |           |          |
| Schuster 6’ | Marcatori | 51’ Holz |

| Arbitro: | Burgers |

|                                                            |           |                   |
| Scheer 20’, 84’ Ehmke 31’, 33’, 43’, 75’ Achatz 85’ (aut.) | Marcatori | 23’, 60’ Schuster |

| Arbitro: | Huster |

|           |           |  |
| Braun 49’ | Marcatori |  |

| Arbitro: | Meuser |

|                                        |           |           |
| Nogly 66’ Winkler 81’, 107’ Heese 119’ | Marcatori | 26’ Braun |

### Coppa delle Coppe
| Arbitro: | Davidson |

|                         |           |              |
| Rüssmann 8’ Fischer 52’ | Marcatori | 58’ Georgiev |

| Arbitro: | Scheurer |

|              |           |                                      |
| Mihajlov 90’ | Marcatori | 4’ Braun 32’ Scheer 73’ Lütkebohmert |

| Cork 25 ottobre 1972, ore CET Secondo turno | Cork Hibernians | 0 – 0 referto | Schalke 04 | Flower Lodge (8 000 spett.)\| Arbitro: \| Kitabdjian \| |
| Arbitro:                                    | Kitabdjian      |               |            |                                                         |

| Arbitro: | Palotai |

|                                        |           |  |
| Ehmke 12’ Braun 15’ Kremers 68’ (rig.) | Marcatori |  |

| Arbitro: | Rainea |

|                        |           |            |
| Ehmke 41’ Rüssmann 44’ | Marcatori | 21’ Barton |

| Arbitro: | Thomas |

|                                 |           |  |
| Jurkanin 1’ Kára 63’ Barton 82’ | Marcatori |  |

## Statistiche

### Statistiche di squadra
| Competizione      | Punti | In casa | In casa | In casa | In casa | In casa | In casa | In trasferta | In trasferta | In trasferta | In trasferta | In trasferta | In trasferta | Totale | Totale | Totale | Totale | Totale | Totale | DR  |
| Competizione      | Punti | G       | V       | N       | P       | Gf      | Gs      | G            | V            | N            | P            | Gf           | Gs           | G      | V      | N      | P      | Gf     | Gs     | DR  |
| ----------------- | ----- | ------- | ------- | ------- | ------- | ------- | ------- | ------------ | ------------ | ------------ | ------------ | ------------ | ------------ | ------ | ------ | ------ | ------ | ------ | ------ | --- |
| Bundesliga        | 28    | 17      | 8       | 6       | 3       | 35      | 19      | 17           | 2            | 2            | 13           | 11           | 42           | 34     | 10     | 8      | 16     | 46     | 61     | -15 |
| Coppa di Germania | -     | 2       | 1       | 0       | 1       | 3       | 3       | 2            | 1            | 1            | 0            | 4            | 2            | 4      | 2      | 1      | 1      | 7      | 5      | +2  |
| Coppa di Lega     | -     | 6       | 4       | 0       | 2       | 16      | 9       | 4            | 2            | 1            | 1            | 9            | 8            | 10     | 6      | 1      | 3      | 25     | 17     | +8  |
| Coppa delle coppe | -     | 3       | 3       | 0       | 0       | 7       | 2       | 3            | 1            | 1            | 1            | 3            | 4            | 6      | 4      | 1      | 1      | 10     | 6      | +4  |
| Totale            | 28    | 29      | 17      | 6       | 6       | 66      | 33      | 26           | 6            | 5            | 15           | 27           | 56           | 55     | 23     | 11     | 21     | 93     | 89     | +4  |

### Andamento in campionato
| Giornata  | 1 | 2 | 3 | 4  | 5 | 6 | 7 | 8 | 9  | 10 | 11 | 12 | 13 | 14 | 15 | 16 | 17 | 18 | 19 | 20 | 21 | 22 | 23 | 24 | 25 | 26 | 27 | 28 | 29 | 30 | 31 | 32 | 33 | 34 |
| --------- | - | - | - | -- | - | - | - | - | -- | -- | -- | -- | -- | -- | -- | -- | -- | -- | -- | -- | -- | -- | -- | -- | -- | -- | -- | -- | -- | -- | -- | -- | -- | -- |
| Luogo     | C | T | C | T  | C | T | C | T | C  | T  | C  | T  | T  | C  | T  | C  | T  | T  | C  | T  | C  | T  | C  | T  | C  | T  | C  | T  | C  | C  | T  | C  | T  | C  |
| Risultato | V | P | V | P  | V | P | V | P | P  | P  | P  | P  | P  | N  | P  | N  | V  | P  | N  | N  | V  | P  | N  | P  | P  | N  | N  | P  | N  | V  | P  | V  | V  | V  |
| Posizione | 2 | 9 | 6 | 10 | 6 | 9 | 7 | 9 | 12 | 13 | 14 | 16 | 16 | 16 | 17 | 16 | 15 | 16 | 16 | 15 | 14 | 15 | 15 | 16 | 17 | 17 | 17 | 17 | 17 | 16 | 16 | 16 | 15 | 15 |

Legenda:

Luogo: C = Casa; T = Trasferta. Risultato: V = Vittoria; N = Pareggio; P = Sconfitta.

### Statistiche dei giocatori
| Giocatore       | Bundesliga | Bundesliga | Bundesliga  | Bundesliga | Coppa di Germania | Coppa di Germania | Coppa di Germania | Coppa di Germania | Coppa di Lega | Coppa di Lega | Coppa di Lega | Coppa di Lega | Coppa delle coppe | Coppa delle coppe | Coppa delle coppe | Coppa delle coppe | Totale   | Totale | Totale      | Totale     |
| Giocatore       | Presenze   | Reti       | Ammonizioni | Espulsioni | Presenze          | Reti              | Ammonizioni       | Espulsioni        | Presenze      | Reti          | Ammonizioni   | Espulsioni    | Presenze          | Reti              | Ammonizioni       | Espulsioni        | Presenze | Reti   | Ammonizioni | Espulsioni |
| --------------- | ---------- | ---------- | ----------- | ---------- | ----------------- | ----------------- | ----------------- | ----------------- | ------------- | ------------- | ------------- | ------------- | ----------------- | ----------------- | ----------------- | ----------------- | -------- | ------ | ----------- | ---------- |
| K. Beverungen   | 18         | 2          | 0           | 0          | 2                 | 0                 | 0                 | 0                 | 5             | 1             | 0             | 0             | 2                 | 0                 | 0                 | 0                 | 27       | 3      | 0           | 0          |
| N. Braun        | 23         | 10         | 0           | 0          | 2                 | 2                 | 0                 | 0                 | 6             | 4             | 0             | 0             | 4                 | 2                 | 0                 | 0                 | 35       | 18     | 0           | 0          |
| R. Budde        | 14         | 2          | 0           | 0          | 2                 | 0                 | 0                 | 0                 | 2             | 0             | 0             | 0             | 1                 | 0                 | 0                 | 0                 | 19       | 2      | 0           | 0          |
| M. Dubski       | 8          | 0          | 0           | 0          | 3                 | 0                 | 0                 | 0                 | 4             | 0             | 0             | 0             | 0                 | 0                 | 0                 | 0                 | 15       | 0      | 0           | 0          |
| P. Ehmke        | 21         | 3          | 0           | 0          | 2                 | 0                 | 0                 | 0                 | 4             | 4             | 0             | 0             | 4                 | 2                 | 0                 | 0                 | 31       | 9      | 0           | 0          |
| K. Fichtel      | 18         | 1          | 0           | 0          | 3                 | 0                 | 0                 | 0                 | 6             | 0             | 0             | 0             | 6                 | 0                 | 0                 | 0                 | 33       | 1      | 0           | 0          |
| K. Fischer      | 0          | 0          | 0           | 0          | 0                 | 0                 | 0                 | 0                 | 5             | 3             | 0             | 0             | 1                 | 1                 | 0                 | 0                 | 6        | 4      | 0           | 0          |
| K. Frey         | 9          | 0          | 0           | 0          | 0                 | 0                 | 0                 | 0                 | 7             | 2             | 0             | 0             | 3                 | 0                 | 0                 | 0                 | 19       | 2      | 0           | 0          |
| N. Heßling      | 0          | 0          | 0           | 0          | 0                 | 0                 | 0                 | 0                 | 1             | 0             | 0             | 0             | 0                 | 0                 | 0                 | 0                 | 1        | 0      | 0           | 0          |
| P. Holz         | 27         | 1          | 0           | 0          | 2                 | 0                 | 0                 | 0                 | 7             | 2             | 0             | 0             | 2                 | 0                 | 0                 | 0                 | 38       | 3      | 0           | 0          |
| H. Huhse        | 33         | 0          | 0           | 0          | 4                 | 0                 | 0                 | 0                 | 7             | 0             | 0             | 0             | 6                 | 0                 | 0                 | 0                 | 50       | 0      | 0           | 0          |
| J. Klein        | 20         | 0          | 0           | 0          | 4                 | 0                 | 0                 | 0                 | 3             | 0             | 0             | 0             | 1                 | 0                 | 0                 | 0                 | 28       | 0      | 0           | 0          |
| R. Kosien       | 2          | 0          | 0           | 0          | 1                 | 0                 | 0                 | 0                 | 1             | 0             | 0             | 0             | 0                 | 0                 | 0                 | 0                 | 4        | 0      | 0           | 0          |
| E. Kremers      | 34         | 10         | 0           | 0          | 3                 | 1                 | 0                 | 0                 | 5             | 0             | 0             | 0             | 6                 | 1                 | 0                 | 0                 | 48       | 12     | 0           | 0          |
| H. Kremers      | 32         | 4          | 0           | 0          | 2                 | 0                 | 0                 | 0                 | 5             | 1             | 0             | 0             | 5                 | 0                 | 0                 | 0                 | 44       | 5      | 0           | 0          |
| G. Kuczinski    | 0          | 0          | 0           | 0          | 1                 | 0                 | 0                 | 0                 | 0             | 0             | 0             | 0             | 0                 | 0                 | 0                 | 0                 | 1        | 0      | 0           | 0          |
| H. Lütkebohmert | 25         | 4          | 0           | 0          | 4                 | 0                 | 0                 | 0                 | 6             | 0             | 0             | 0             | 6                 | 1                 | 0                 | 0                 | 41       | 5      | 0           | 0          |
| H. Manns        | 16         | 1          | 0           | 0          | 2                 | 1                 | 0                 | 0                 | 6             | 0             | 0             | 0             | 4                 | 0                 | 0                 | 0                 | 28       | 2      | 0           | 0          |
| N. Nigbur       | 34         | 0          | 0           | 0          | 3                 | 0                 | 0                 | 0                 | 8             | 0             | 0             | 0             | 6                 | 0                 | 0                 | 0                 | 51       | 0      | 0           | 0          |
| H. Pabst        | 0          | 0          | 0           | 0          | 1                 | 0                 | 0                 | 0                 | 2             | 0             | 0             | 0             | 0                 | 0                 | 0                 | 0                 | 3        | 0      | 0           | 0          |
| R. Rüssmann     | 25         | 3          | 0           | 0          | 2                 | 1                 | 0                 | 0                 | 9             | 5             | 0             | 0             | 6                 | 2                 | 0                 | 0                 | 42       | 11     | 0           | 0          |
| K. Scheer       | 28         | 4          | 0           | 0          | 3                 | 0                 | 0                 | 0                 | 6             | 2             | 0             | 0             | 5                 | 1                 | 0                 | 0                 | 42       | 7      | 0           | 0          |
| J. Sobieray     | 0          | 0          | 0           | 0          | 0                 | 0                 | 0                 | 0                 | 0             | 0             | 0             | 0             | 0                 | 0                 | 0                 | 0                 | 0        | 0      | 0           | 0          |
| H. Wagner       | 0          | 0          | 0           | 0          | 1                 | 0                 | 0                 | 0                 | 1             | 0             | 0             | 0             | 0                 | 0                 | 0                 | 0                 | 2        | 0      | 0           | 0          |
| U. van den Berg | 20         | 1          | 0           | 0          | 3                 | 2                 | 0                 | 0                 | 7             | 0             | 0             | 0             | 3                 | 0                 | 0                 | 0                 | 33       | 3      | 0           | 0          |